# Petscop
Petscop — горор вебсеріал на YouTube від Тоні Доменіко, створений за мотивами серіалу «Let's Play» на YouTube.
Сюжет серіалу розповідає про те, як головний герой «Пол» (англ. Paul) досліджує та документує нібито «давно втрачену відеогру для PlayStation» під назвою Petscop. 24-серійний вебсеріал йшов з 12 березня 2017 року по 2 вересня 2019 року. Серіал отримав широке висвітлення завдяки своєму сюжету, автентичності, сюрреалізму та активній спільноті глядачів.

## Короткий зміст сюжету
Головний герой, Пол, знайшов або отримав копію невиданої гри Petscop, нібито розробленої вигаданою компанією Garalina, завантаживши записи її ранніх рівнів. Спочатку гра здається стандартною головоломкою для PlayStation, в центрі якої — персонаж на ім'я «Охоронець», який ловить дивних істот, відомих як «домашні тварини», розв'язуючи головоломки. Пол зазначає, що гра незавершена і їй бракує ігрового контенту. Перші чотири епізоди записані Полом для конкретної, неназваної особи. Пізніше Пол визнає, що його записи знайшли аудиторію на YouTube, хоча він все ще веде розповідь безпосередньо з невидимим глядачам персонажем і час від часу розмовляє з ним по телефону.
Однак до коробки з грою додавалася записка з кодом та інструкціями. Дотримуючись їх, Пол отримує доступ до темної, прихованої частини гри. Нова територія, відома як «Newmaker Plane» - величезне трав'янисте поле, на якому панує темрява, за винятком прожектора, що слідує за Охоронцем. Поле має мало орієнтирів і велику мережу підземних тунелів. Ця область все ще вільно слідує конвенціям ігор-головоломок, і Пол намагається перепроектувати головоломки (і внутрішню логіку гри), щоб продовжити прогрес. Коли Пол знаходить більше контенту, поступово з'ясовується — через посилання на «реальні» події та персонажів — що Petscop був створений для конкретної людини, яка вчинила щось жахливе.
У центрі сюжету серіалу — чоловік на ім'я Марвін, зникнення його подруги дитинства Ліни та інцидент, під час якого Марвін викрадає власну доньку Кері, яка, на його думку, є відродженою Ліною. У фільмі постійно акцентується увага на «переродженні», невдалій спробі переродити дівчину на ім'я Белль у дівчину на ім'я Тіара, а також зростаючому зв'язку між Полом, минулим його родини та грою. Пізніше з'ясовується, що деякі кадри зняті не з точки зору Пола, а з точки зору Белль і Марвіна, які одночасно грають у Petscop. Марвін просить Пола допомогти йому знайти орієнтири на «Newmaker Plane» і відтворити процес переродження його доньки Кері. Пізніше Пол усвідомлює, що орієнтири на Newmaker Plane можуть мати значення для реальних місць; після ймовірної подорожі до одного з реальних орієнтирів, голос Пола більше не присутній, хоча його відео продовжують завантажуватися без коментаря.

## Персонажі

### Усередині гри
- Охоронець[6] або Newmaker[2] — Персонаж-гравець, яким керує Пол. Це зелена твариноподібна істота невідомого виду[5].
- Червоний інструмент (англ. Red Tool) — Великий червоний об'єкт, якому гравець може ставити запитання, хоча він зазвичай відповідає «Я не знаю». Його можна знайти на «Newmaker Plane», в кімнаті з видом на вітряк. У серії можна знайти й інші «інструменти» різних кольорів[5].
- Марвін (англ. Marvin) — Марвін існує як персонаж гри і як людина, що згадується в реальному житті. Імовірно, справжній Марвін грає в гру як і його аватар. Пол ідентифікує його як дивну істоту з зеленим обличчям у серії «Petscop 8». Він є батьком Кері, і викрав її в 1997 році, щоб провести переродження. Марвін час від часу з'являється, щоб допомогти Полу, і вони вчаться спілкуватися езотеричною мовою контролера PlayStation. На деяких записах видно, як Марвін грає у фрагменти гри, які адресовані саме йому, а це означає, що гру було створено для того, щоб Марвін її знайшов[9]. Пізніше Марвін обертається проти Пола і якимось чином завдає йому фізичної шкоди в серії «Petscop 15».
- Керрі Марк (Кері) (англ. Carrie Mark (Care)) — Кері зображена в грі і згадується, що вона існувала в реальному житті. Її викрали на деякий час у 1997 році, а потім повернули — що сталося за цей час, невідомо, як і те, що сталося потім. У грі вона вважається «домашньою твариною» і потрапляє до рівня Newmaker Plane. Вона існує в трьох різних станах: А (до викрадення), Б (під час полону) і НЛМ («Ніхто мене не любить», після втечі). Існує четвертий стан, зображений у буквальному сенсі як великоднє яйце, після її невдалої спроби «переродження»[10]. Вона зображена лише як статичний предмет.
- Майкл Хаммонд (Майк) (англ. Michael Hammond (Mike)) — 7-річний хлопчик, який жив з 1988 по 1995 рік. Його надгробок знаходить Пол у грі, і згодом з'ясовується, що він брат Райнера, що робить його двоюрідним братом Кері[11][12]. Обставини його смерті невідомі, але мається на увазі, що Petscop спочатку був створений як подарунок на день народження.
- Ліна Лесковиць (англ. Lina Leskowitz) — Тітка Керрі, яка зникла ще дівчинкою в 1977 році — разом з вітряком, який зник після неї. Марвін бачив, як це сталося, і згодом повірив, що Ліна «переродилася» в його доньку Кері. Ліні дякують за те, що вона «зробила (гру) можливою», і називають її «бос»; серія закінчується тим, що Пол і Белль заходять до неї. Неодноразово говориться, що «не всі» можуть її побачити.

### Домашні улюбленці
- Рендіс (англ. Randice) — Квітка, яка існує в симбіотичних стосунках з Вейві.
- Тонет (англ. Toneth) — Домашній улюбленець, зображений на картині поруч із Рендіс. Знайдений на рівні Newmaker Plane, це птах, який, очевидно, зламав ногу в автокатастрофі.
- Вейві (англ. Wavey) — Хмара, яка поливає Рендіс, щоб вона жила.
- Ембер (англ. Amber) — Велика чуттєва куля, якій подобається сидіти в клітці.
- Пен (англ. Pen) — Математик-початківець, яка проводить свій час у музичному класі, незважаючи на те, що вона глуха.
- Ронет (англ. Roneth) — Зведений брат Тонета. Метод його упіймання розкривається на рівні Newmaker Plane, у серії головоломок, що імітують «Домашніх тварин».

### Поза грою
- Пол (англ. Paul) — Ідентифікований як такий лише завдяки назві свого збереженого файлу[13], Пол тихий і допитливий. Про його зв'язок з родиною достеменно нічого не відомо, окрім його визнання деяких подій та бажання розкрити секрети гри. Між ним і Кері є кілька паралелей — він згадує, що вони схожі і мають однаковий день народження, що вказує на сюрреалістичний зв'язок між ними. Оскільки Кері жодного разу не з'являється в сюжеті, є припущення, що це одна й та сама людина. Наприкінці серіалу є кілька згадок про те, що Пол перебуває під певним наглядом або в полоні.
- Белль (також відома як Тіара Лесковиць) (англ. Belle/Tiara Leskowitz) — Протягом усієї серії Пол звертається до конкретної людини, навіть у першому лиці: «Це лише для того, щоб довести вам, що я не брешу про гру, яку я знайшов»[14]. У «Petscop 22»[15] Пол називає цю людину «Белль». Людина на ім'я Тіара, вперше згадана в «Інструменті» і в примітці в «Petscop 5»[12], зображена як ігровий персонаж. Пізніше в серіалі героїня наполягає на тому, що її звуть Тіара, а не Белль[2]. В епілозі серіалу Белль запитує Пола, чи пам'ятає він, як «народився»; коли їх «вивезла» Ліна, маючи на увазі родинні стосунки.
- Райнер (англ. Rainer) — Імовірно, це прізвисько двоюрідного брата Кері, Деніела Хаммонда. Райнер є або був головним розробником Petscop, і його мотиви створення гри незрозумілі. Деякі елементи гри призначені для того, щоб Марвін побачив і розкрив таємницю, куди він забрав Кері. Райнер якимось чином контактував з Полом у дитинстві і, можливо, був тією людиною, яка дала йому Petscop[16].
- Анна (англ. Anna) — Дружина Марвіна і мати Кері[17][18].
- Джил (англ. Jill) — Власниця каналу і тітка Кері, на думку Пола, підозріла особа.

## Рецензії та спадщина
Про Petscop писали багато новинних джерел, зокрема The New Yorker і Kotaku: Патриція Ернандес з Kotaku написала: «Якщо це інтернет-історія/гра, то я в захваті від того, наскільки вона продумана», а для Алекса Баррона з The New Yorker це «король крипі-пасти». Канал Petscop на YouTube станом на липень 2023 року має понад 396 000 підписників. Бруклінський театр представив перший в історії публічний показ серіалу у повному обсязі 12 жовтня 2024 року.

### Інтерпретації та культурні посилання
Petscop, як відеогра, є вигаданою, хоча це було приховано протягом усього часу існування серії. Деякі глядачі спочатку не були впевнені, що Пол і Petscop справжні, аж поки серіал не став більш сюрреалістичним . Petscop не був офіційно визнаний вигадкою аж до фіналу, коли творець Тоні Доменіко, який залишався анонімним протягом 30 місяців існування серіалу, розкрив себе у Твіттері. В одному з інтерв'ю Доменіко зізнався, що, хоча історія мала конкретний сюжет, він вирішив опустити більшу її частину, іноді викидаючи вже відзняті кадри. «Я сподівався передати відчуття, що на задньому плані відбувається… щось дивне і складне, і ти просто не бачиш цього в повному обсязі». У темних частинах гри є багато посилань на насильство над дітьми, дитячі травми та непоправну корупцію, що робить ці мотиви повторюваними впродовж усієї серії. На додаток до цих тем, Доменіко згадав веб-серіали «Мармурові Шершні» та «Бен утопленик» як такі, що вплинули на нього, залучаючи аудиторію шляхом приховування речей у кожному відео. Він також назвав експериментальний фільм Девіда Лінча «Внутрішня імперія» 2006 року найсильнішим впливом на серіал і зазначив, що «занадто багато втрачається при перекладі на слова». Він також згадує vaporwave як джерело натхнення в інтерв'ю для Bandcamp.
Початкові епізоди серіалу також містять алюзії на Кендіс Ньюмейкер та її смерть під час реабілітаційної терапії. Протягом усього серіалу слово «Ньюмейкер» англ. Newmaker з'являється кілька разів: як назва центральної локації, а також як титул, наданий Райнеру, персонажу Охоронцю, та/або самому Полу. Крім того, є зона, відома як «Кімната для тих, хто кидає», повторюване питання «Ти пам'ятаєш, як народився?» і персонаж на ім'я Тіара. Доменіко заявив, що хоча ці посилання були навмисними, пізніше він про них пошкодував. Серед інших відсилок — цитата з книги Доктора Сьюза «Daisy-Head Mayzie», а також образ героїні Кері, яка плаче під великою квіткою, що спершу здається такою, що росте з її голови.